# Rubén Azócar
Rubén Azócar (* 25. Mai 1901 in Arauco, Chile; † 9. April 1965 in Santiago) war ein chilenischer Dichter und Romanautor.

## Leben
Rubén Azócar studierte Pädagogik und war Spanischlehrer an diversen staatlichen Schulen. Später unterrichtete er auch spanische Literatur an der Universidad de Chile. Durch seine Dichtung erreichte er großes Ansehen und wurde Präsident der Gesellschaft chilenischer Schriftsteller. Seine Gedichte schildern die Landschaft und die Menschen des Südens seines Landes in einer intimen Sprache. 1931 gab er die viel beachtete Anthologie La poesía chilena moderna (dt. Neue chilenische Dichtung) mit Werken junger Autoren heraus. Obwohl der Großteil seines Schaffens aus Gedichten besteht, war der Roman Gente de la isla, für den er einige Auszeichnungen erhielt und der auch außerhalb seines Landes veröffentlicht wurde, bei weitem sein größter Erfolg. Seine Gedichte werden bis heute in Anthologien publiziert.

## Werke
- Salterío lírico (1920)
- La puerta (1923)
- El cristal de mi lágrima (1925)
- Gente de la isla (Roman, 1938)